# 정항
정항(鄭沆, 1080년 ~ 1136년)은 고려사에 입전된 고려 중기의 청백리, 〈정과정〉의 작가 정서의 아버지다.

## 가계
본관은 동래 자는 자림(子臨) 시호는 문안(文安)으로 같은 시호를 가진 정2품 섭대부경 좌복야 정목(鄭穆)의 막내로 태어났다. 조부와 부친은 대대로 호장을 지냈으나 부친인 정목(鄭穆)이 조정에 나아가 출사하였다.

## 관록
23세 때인 숙종 7년(1102년)에 진사시(進士試)에 급제, 궁궐에서 복시(覆試)를 치르자 2등으로 급제하여 내시원에 소속되어 내직(內直)이 되었다.
상주목장서기(尙州牧掌書記)가 되어 지방에 근무하였다.
지방에 근무할 때 업무를 매사에 잘 처리하여 정극영(鄭克永), 한충(韓沖)과 더불어 이정일한(二鄭一韓)이라고 불려 칭송을 받았다.
예종 11년(1116년)에 개경에 상경, 집주관(執奏官)이 되어 종묘제사를 담당하였으며 집주관으로써 공평정직하다는 평을 받았다.

## 이자겸의 난
예종 중기에 장작 대부주부 권지합문지후를 거쳐 우정언 지제고(右正言 知制誥)에 임명되었으나 인종 초 집권자인 이자겸(李資謙)에게 아부하지 않아 여러차례 좌천되었다. 그러나 인종4년(1126)에 난을 일으킨 이자겸이 실각하자 승선(丞宣)으로 복귀하였다.
정항은 이자겸에 의해 생긴 폐단을 고치고자 노력하였으며 새로 제도를 정비하여 그 공으로 금자복(金紫服)을 하사받았다.
경서에 밝아 임금 앞에서 <시경(詩經)>, <송조충의집(宋朝忠義集)>, <예기(禮記)> 등을 강연했다.

## 서경천도운동
인종 10년(1132) 묘청, 정지상등이 서경 천도 주장, 이자겸의 난으로 불탄 개경의 궁궐 수리 중지를 요청하자 이에 두 차례의 상소문을 올려 이의 부당함을 지적하고 궁궐수리와 환어(還御)등을 주장하여 반대 입장을 취하여 관철시켰다.
하지만 묘청등이 지속적으로 서경으로 천도를 주장하자 이것으로 기존세력인 개경파의 대립을 일으키는 결과를 초래하였다.
개경파의 반대에 묘청은 개경파를 제거하고자 서경에서 봉기하다가 결국 김부식이 이끄는 관군에 의해 토벌당하고 말았다.
서경세력이 개경파 세력이 이끄는 관군에게 토벌된 해(1136), 병이 들어 세상을 떠났다.
시호는 부친과 같은 시호인 문안(文安)으로 추증되었다.

## 일화
1136년에 사망하였을 때 저축한 것이 없어 인종에게 30년간 근시직(近侍職)에 있으면서 저축한 것이 없다하여 칭송을 받았다.
이로 인해 장례를 국비로 치루었다고 한다.
같은 해에 사망하기 전 과거가 시행되었는데 지공거(知貢擧) 최자성(崔滋盛)이 시제를 잘못내어 간관들이 이를 무효화 할 것을 주장하였으나 정항의 사위 김이영(金貽永)이 합격하였기 때문에 환관에게 간청하여 취소시키지 못하게 하는 일면을 보였다.